# Don't Call Me
Don't Call Me es el séptimo álbum de estudio de la boy band surcoreana Shinee, publicado el 22 de febrero de 2021 bajo la discográfica S.M. Entertainment. Es el primer lanzamiento del grupo desde que tres de sus integrantes completasen su servicio militar a excepción de Taemin, así como el primer disco que no incluye a Jonghyun en ninguna manera. Una reedición del álbum, llamada Atlantis, se lanzó el 12 de abril de 2021.

## Lista de canciones
| N.º | Título              | Escritor(es)                                                    | Arreglo                                                 | Duración |  |
| 1.  | «Don't Call Me»     | Kenzie                                                          | Dem Jointz, Yoo Young-jin, Kenzie, Ryan S. Jhun, robbin | 3:40     |  |
| 2.  | «Heart Attack»      | Kenzie                                                          | minGtion (ADC Music)                                    | 2:59     |  |
| 3.  | «Marry You»         | Rick Bridges                                                    | Cameron Louis Warren                                    | 3:00     |  |
| 4.  | «Code»              | Kenzie                                                          | Moonshine                                               | 3:14     |  |
| 5.  | «I Really Want You» | Coogie (ATM Seoul), Jeong Ha-ri (Joombas), Lee Yi-jin (Joombas) | Red Triangle, James Birt, Ryan S. Jhun, robbin          | 3:17     |  |
| 6.  | «Kiss Kiss»         | Danke (lalala Studio)                                           | Misunderstood                                           | 3:35     |  |
| 7.  | «Body Rhythm»       | Shin Jin-hye, Woodie Gochild                                    | Sebastian Thott                                         | 3:12     |  |
| 8.  | «Attention»         | Moon Seol-ri                                                    | Cage (Karl Oskar Gummesson), Rasmus Palmgren            | 3:44     |  |
| 9.  | «Kind»              | Bong Eun-young                                                  | Tileyard Music                                          | 3:20     |  |

| Atlantis |                     |                                                                                           |                                                         |          |  |
| N.º      | Título              | Escritor(es)                                                                              | Arreglo                                                 | Duración |  |
| 1.       | «Atlantis»          | Hwang Yoo-bin, Changmo                                                                    | Arcades, IMLAY, Yoo Young-jin                           | 2:58     |  |
| 2.       | «Code»              | Kenzie                                                                                    | Moonshine                                               | 3:14     |  |
| 3.       | «Don't Call Me»     | Kenzie                                                                                    | Dem Jointz, Yoo Young-jin, Kenzie, Ryan S. Jhun, robbin | 3:40     |  |
| 4.       | «Area»              | Minho, JQ (Makeumine Works, )Cha Yoo-bin (Makeumine Works), Lee Yeon-ji (Makeumine Works) | PhD                                                     | 3:27     |  |
| 5.       | «Heart Attack»      | Kenzie                                                                                    | minGtion (ADC Music)                                    | 2:59     |  |
| 6.       | «Marry You»         | Rick Bridges                                                                              | Cameron Louis Warren                                    | 3:00     |  |
| 7.       | «Days and Years»    | Seo Ji-eum, Colde                                                                         | Tom Meredith                                            | 3:56     |  |
| 8.       | «I Really Want You» | Coogie (ATM Seoul), Jeong Ha-ri (Joombas), Lee Yi-jin (Joombas)                           | Red Triangle, James Birt, Ryan S. Jhun, robbin          | 3:17     |  |
| 9.       | «Kiss Kiss»         | Danke (lalala Studio)                                                                     | Misunderstood                                           | 3:35     |  |
| 10.      | «Body Rhythm»       | Shin Jin-hye, Woodie Gochild                                                              | Sebastian Thott                                         | 3:12     |  |
| 11.      | «Attention»         | Moon Seol-ri                                                                              | Cage (Karl Oskar Gummesson), Rasmus Palmgren            | 3:44     |  |
| 12.      | «Kind»              | Bong Eun-young                                                                            | Tileyard Music                                          | 3:20     |  |

## Ventas y certificaciones
| País (organismo certificador) | Certificación | Unidades certificadas/Ventas |
| ----------------------------- | ------------- | ---------------------------- |
| Corea (KMCA)                  | Platino       | 281 449                      |

## Reconocimientos
| Cacnión         | Programa               | Fecha               | Ref.  |
| --------------- | ---------------------- | ------------------- | ----- |
| «Don't Call Me» | Show Champion (MBC M)  | 3 de marzo de 2021  | [ 3 ] |
| «Don't Call Me» | Show Champion (MBC M)  | 10 de marzo de 2021 | [ 4 ] |
| «Don't Call Me» | M Countdown (Mnet)     | 4 de marzo de 2021  | [ 5 ] |
| «Don't Call Me» | M Countdown (Mnet)     | 11 de marzo de 2021 | [ 6 ] |
| «Don't Call Me» | Show! Music Core (MBC) | 6 de marzo de 2021  | [ 7 ] |
| «Don't Call Me» | Inkigayo (SBS)         | 7 de marzo de 2021  | [ 8 ] |